# Berzence
Berzence är en ort i Ungern.   Den ligger i provinsen Somogy, i den västra delen av landet, 200 km sydväst om huvudstaden Budapest. Berzence ligger 126 meter över havet och antalet invånare är 2 694.
Terrängen runt Berzence är platt. Runt Berzence är det ganska glesbefolkat, med 36 invånare per kvadratkilometer. Närmaste större samhälle är Nagyatád, 16,3 km öster om Berzence. Trakten runt Berzence består till största delen av jordbruksmark.